# Georges Gauche-Dutailly
 (juillet 2011).
Si vous disposez d'ouvrages ou d'articles de référence ou si vous connaissez des sites web de qualité traitant du thème abordé ici, merci de compléter l'article en donnant les références utiles à sa vérifiabilité et en les liant à la section « Notes et références ».
Eugène Alexandre Georges Gauche-Dutailly, né le 3 août 1848 à Paris et mort le 7 mars 1912 à Paris 17e, est un journaliste français.

## Biographie
D'abord facteur aux Halles centrales de Paris et secrétaire général de la chambre syndicale des facteurs assermentés des Halles centrales de Paris, Gauche-Dutailly devint ensuite journaliste. Il fut rédacteur financier à La République française et à La Côte, au Soir, collaborateur du Siècle et de L'Éclair dont il était l'administrateur.

« M. Dutailly avait fait ses débuts dans la vie financière comme associé d'agent de change. Il connaissait à fond la Bourse et les affaires et apportait à leur observation une grande compétence, mais aussi une indépendance de caractère qui constitua son originalité. »

Georges Dutailly devint membre de la Société internationale des études pratiques d'économie sociale en 1874.
Il utilisait le pseudonyme de Verax dans diverses chroniques au Figaro, au Gaulois, à La Presse, dans le Journal des économistes et dans les notes de voyages qu'il a publiées en volumes.